# Cevad Prekazi
Xhevat Prekazi, (en turc : Cevad Prekazi) (né le 18 août 1957 à Mitrovica, Kosovo), est un footballeur serbe d’origine albanaise .
Saison 1985-86, il a joué à Galatasaray SK. Il est très connu pour son pied gauche avec son shoot excellent. Le 15 mars 1989, à Cologne, pour le match AS Monaco-Galatasaray SK, il inscrivit un but à la 61e minute d'un tir de 37 mètres. Il fut champion de Turquie en 1987 et 1988.
Xhevat Prekazi quitte Galatasaray en 1991. Après avoir joué un certain temps à Altay Izmir et Bakirköyspor, il est retourné dans son pays.

## Carrière
- 1976-1983 : FK Partizan Belgrade
- 1984-1985 : HNK Hajduk Split
- 1985-1991 : Galatasaray SK
- 1992 : Altay Izmir
- 1992-1993 : Bakirköyspor